# Птичје
Птичје (слч. Ptičie) насељено је мјесто са административним статусом сеоске општине (слч. obec) у округу Хумење, у Прешовском крају, Словачка Република.

## Становништво
| Година:    | 1994. | 2004.   | 2014.   | 2024.   |
| ---------- | ----- | ------- | ------- | ------- |
| Број људи: | 613   | 621     | 654     | 640     |
| Разлика:   |       | +1,30 % | +5,31 % | -2,14 % |

| Година:    | 2023. | 2024.   |
| ---------- | ----- | ------- |
| Број људи: | 635   | 640     |
| Разлика:   |       | +0,78 % |

Према подацима о броју становника из 2024. године насеље је имало 640 становника.